# Lobanilia
Lobanilia es un género de plantas con flores perteneciente a la familia Euphorbiaceae y el único género de la subtribu Lobaniliinae. Es nativo de Madagascar.

## Taxonomía
El género fue descrito por Alan Radcliffe-Smith y publicado en Kew Bulletin 44(2): 334. 1989. La especie tipo es: Lobanilia luteobrunnea (Baker) Radcl.-Sm.		

## Especies aceptadas
A continuación se brinda un listado de las especies del género Lobanilia aceptadas hasta octubre de 2012, ordenadas alfabéticamente. Para cada una se indica el nombre binomial seguido del autor, abreviado según las convenciones y usos.
- Lobanilia asterothrix Radcl.-Sm.
- Lobanilia bakeriana (Baill.) Radcl.-Sm.
- Lobanilia claoxyloides Radcl.-Sm.
- Lobanilia crotonoides Radcl.-Sm.
- Lobanilia hirtella (Baill.) Radcl.-Sm.
- Lobanilia luteobrunnea (Baker) Radcl.-Sm.
- Lobanilia ovalis (Baill.) Radcl.-Sm.